# Эль-Пеньон-де-Гуатапе
Эль-Пеньон-де-Гуатапе (исп. El Peñón de Guatapé), также известная как Пьедра-де-Гуатапе (исп. Piedra de Guatapé) и Пьедра-дель-Пеньол (исп. Piedra del Peñol) — отдельно стоящая скала между городками Гуатапе и Эль-Пеньол в департаменте Антьокия, Колумбия.

## Описание
Высота скалы от подножия до вершины составляет 220 метров, высшая точка находится на отметке 2135 метров над уровнем моря. Возраст — около 70 миллионов лет, состоит Эль-Пеньон-де-Гуатапе из кварца, полевого шпата и слюды. Стоит на берегу водохранилища Гуатапе. Длина скалы — 380 метров, ширина — 100 метров, объём — 4 685 000 м³, масса — 10 миллионов тонн.

## История

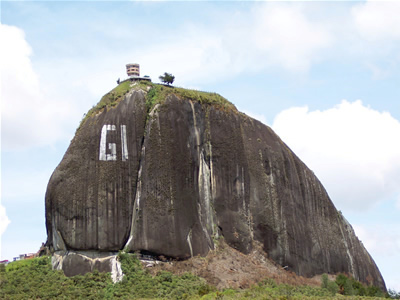
Первые покорители вершины смогли вывести лишь полторы буквы от GUATAPÉ

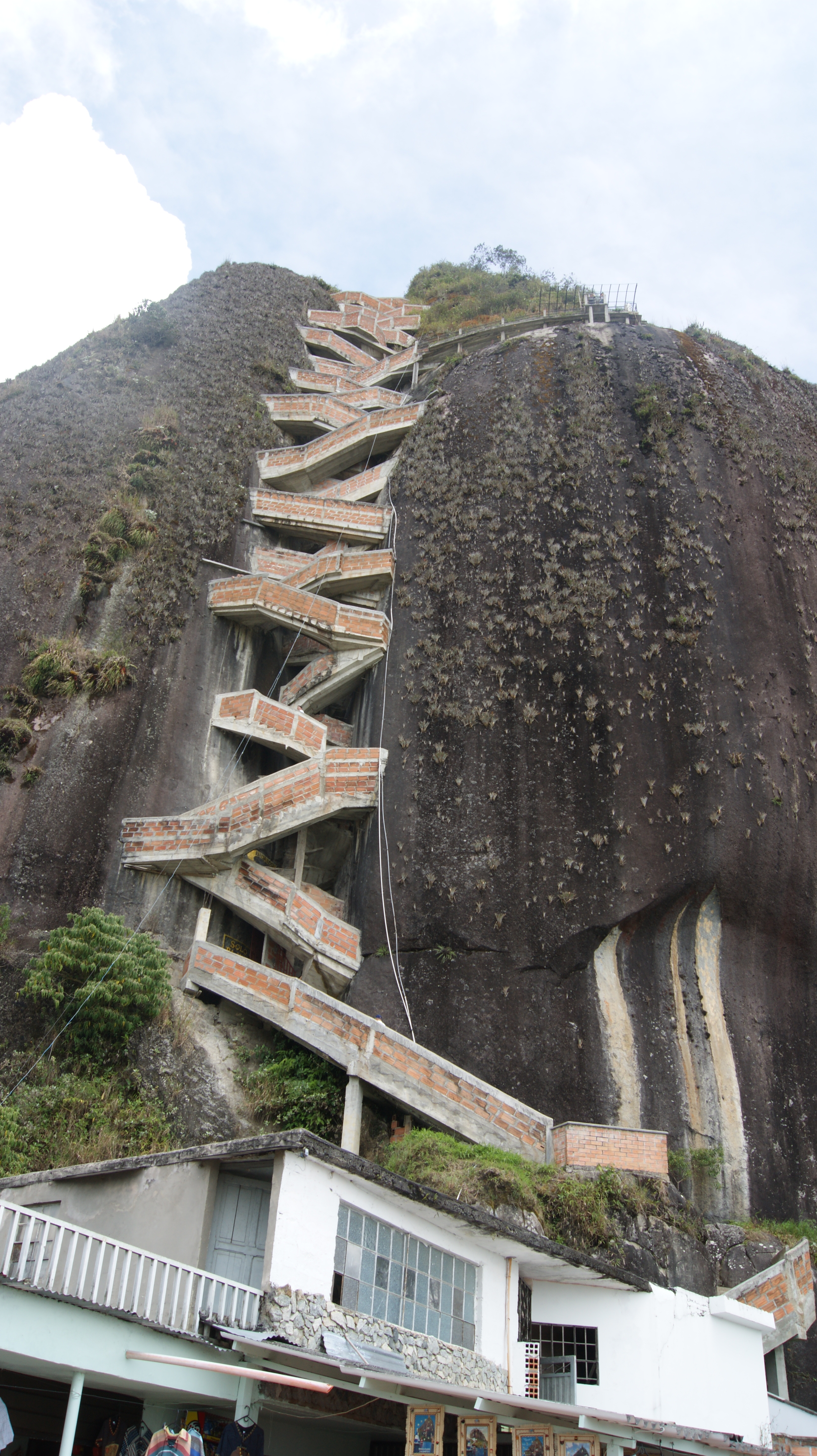
650 ступеней и 2 доллара — и вы на вершине

Индейцы племени тахамис, издавна обитающие в регионе, поклонялись скале, называя её мохарра или мухара, что означает скала, камень. В наше время за право называть эту скалу своей достопримечательностью борются жители близлежащих городков, Гуатапе и Эль-Пеньол, что очевидно из названий скалы. В начале 1940-х годов скала была взята под охрану государством.
Первое восхождение на скалу было совершено тремя жителями Гуатапе с 11 по 16 июля 1954 года. Они хотели большими белыми буквами написать на её северной стороне GUATAPÉ, но в итоге вывели лишь первые полторы буквы, так что получилось GI. В середине 1960-х годов подле скалы было образовано водохранилище. В настоящее время вершины можно достичь, поднявшись по примерно 650 ступеням, вделанным в монолит. На вершине скалы был впервые обнаружен вид бромелиевых растений, получивший имя Pitcairnia heterophylla. На вершине обустроена смотровая площадка и трёхэтажная башенка. C туристов, желающих полюбоваться на окрестности с высоты более 200 метров, местные гиды берут по 2 доллара за подъём.